# Quatuor Hagen
Le Quatuor Hagen est un quatuor à cordes autrichien fondé en 1981, composé de trois membres d'une même famille de Salzbourg — Lukas, Veronika et Clemens Hagen — et du violoniste allemand Rainer Schmidt qui les a rejoints en 1987, remplaçant Annette Bik, qui avait elle-même remplacé Angelika Hagen dès 1981. Ils sont lauréats du prix Accademia Musicale Chigiana en 1996. Leur rencontre avec Nikolaus Harnoncourt a eu une influence décisive sur leur interprétation des œuvres classiques, et celle de György Kurtág sur leur approche des partitions modernes.
Ils ont joué, entre décembre 2013 et août 2017, sur les quatre fameux instruments de Stradivarius (le Quatuor Paganini) joués auparavant par le Paganini Quartet, le Quatuor de Cleveland, et le Tokyo String Quartet, respectivement. Ils ont enregistré en exclusivité pour Deutsche Grammophon un répertoire considérable et ont reçu d'innombrables récompenses pour leurs interprétations toujours renouvelées, fruit de recherches stylistiques élaborées, parfois inattendues, voire déroutantes.